# Freeport (Ohio)

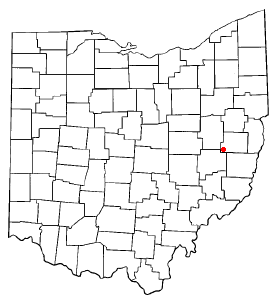
Freeport na planie stanu Ohio

Freeport – wieś w USA, w hrabstwie Harrison, w stanie Ohio. Najstarszy budynek, dom historyczny w miejscowości zbudowano w roku 1820 i należał do jednego z pierwszych osadników, Johna Reavesa (obecnie Oddział Biblioteki Clark Memorial).

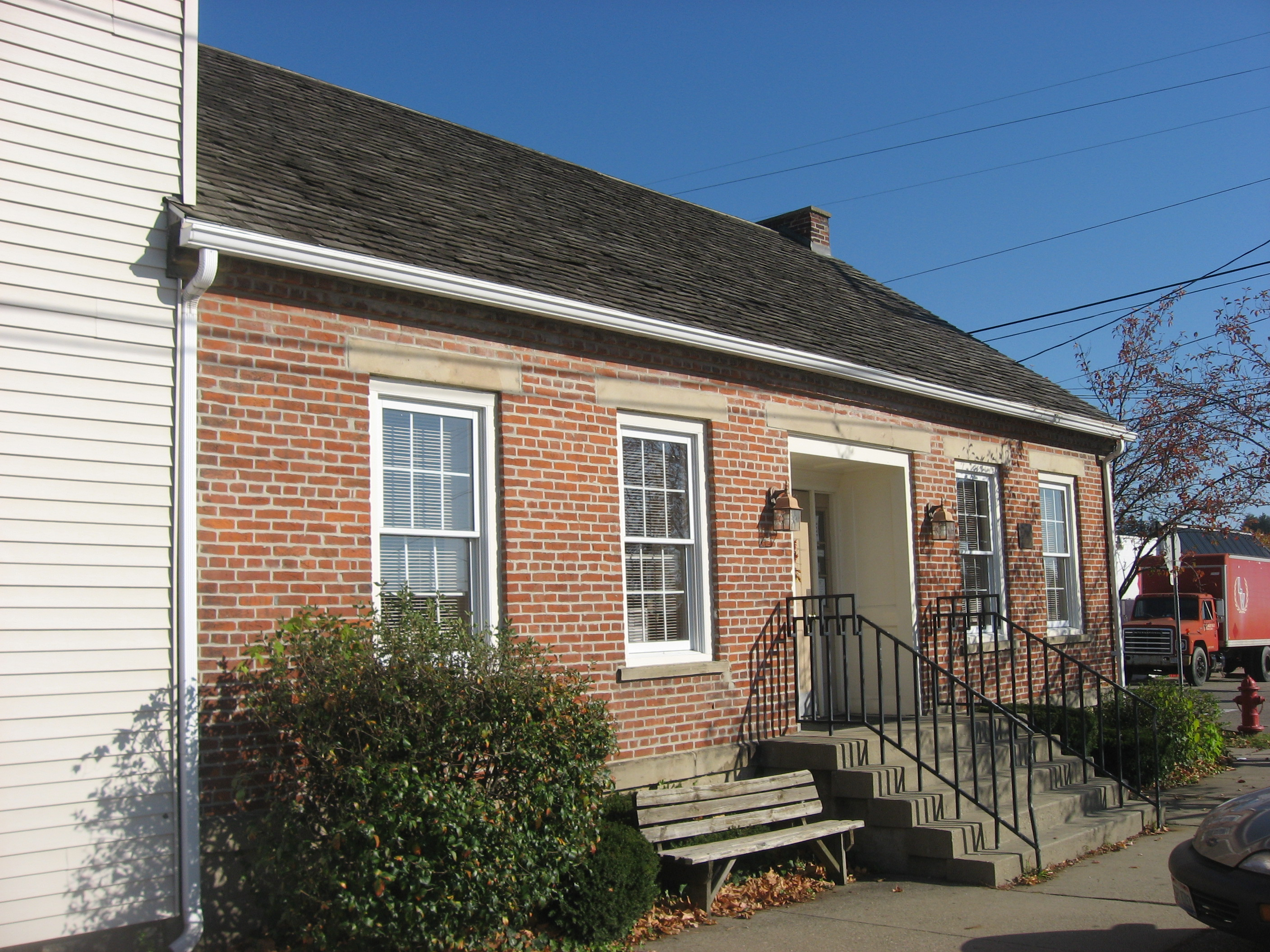
Dom Johna Reavesa z roku 1820

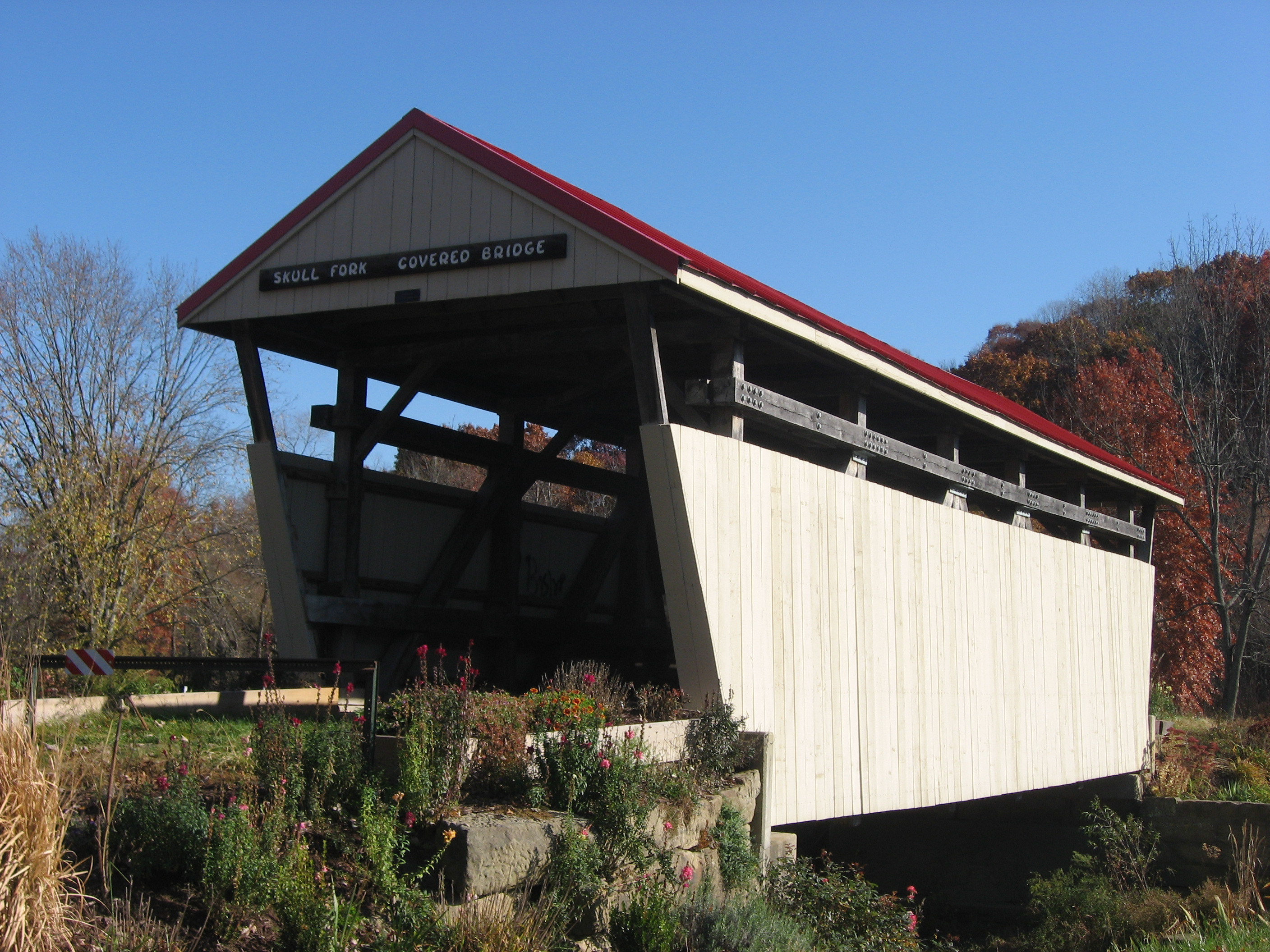
Zadaszony most z roku 1860

W roku 2010, 23,3% mieszkańców było w wieku poniżej 18 lat, 5,5% było w wieku od 18 do 24 lat, 26,3% miało od 25 do 44 lat, 27% miało od 45 do 64 lat, a 17,9% było w wieku 65 lat lub starszych. We wsi było 49,9% mężczyzn i 50,1% kobiet.
Liczba mieszkańców w 2010 roku wynosiła 369, a w 2012 wynosiła 365.